# Estádio Deputado Galdino Leite
O Estádio Deputado Galdino Leite, mais conhecido como Vila Canária, é um estádio de futebol de Salvador, capital do estado brasileiro da Bahia, que pertence ao Esporte Clube Ypiranga. Além do dono, foi mando de campo do Galícia, Estrela de Março, Redenção, ABB e Botafogo de Salvador.
A capacidade atual é de cinco mil pessoas após a reforma, contudo antes já suportou dez mil espectadores assistindo ao jogo.

## Reestruturação da arena esportiva
Em 05 de Março de 2020, o Ypiranga celebrou um termo de acordo e compromisso com a Secretaria de Educação do Estado da Bahia em que se aceitava que o Governo do Estado da Bahia desapropriasse 10 mil m² da área do clube para a criação de uma unidade escolar, tendo como contrapartida a elaboração de diversos equipamentos de infraestrutura desportiva para o Centro de Treinamento (CT) do Ypiranga, o que incluiria a reforma do estádio.
Em janeiro de 2021, o acordo começou a ser executado com a construção da unidade escolar projetada na área desapropriada. Durante o mês de junho do mesmo ano, a Superintendência dos Desportos do Estado da Bahia (SUDESB) abriu uma licitação pública destinada a promover a reforma do CT do Ypiranga, o que inclui o próprio estádio de futebol. No ano seguinte, em 30 de Junho de 2022, o Governo do Estado da Bahia inaugurou o Colégio Estadual Vila Canária na área desapropriada.